# Странка демократске акције
Странка демократске акције (скраћено СДА) је бошњачка националистичка и исламистичка политичка странка у Босни и Херцеговини.

## Историја
Странку демократске акције су основали припадници организације Млади муслимани. Млади муслимани 1989. године оснивају Муслиманску странку у Југославији (МСУЈ) која је била активна врло кратко, а 26. маја 1990. оснивају Странку демократске акције са Алијом Изетбеговићем на челу.

## Идеологија
Странка демократске акције је примарно упориште десно оријентисаних Бошњака, посебно националиста и конзервативаца, па је зато описана као национално-конзервативна. Осим тога, такође је описана као исламистичка и панисламистичка, док су појединци навели да њени лидери имају везе са Муслиманским братством, те актуелним исламистичким режимима као што су Турска и Иран. Неки су је чак описали као секуларистичку. Подржава централизацију власти у Босни и Херцеговини. Што се тиче иностраних ставова, има тенденцију да буде атлантистичка странка, те подржава приступање Босне и Херцеговине НАТО-у и Европској унији.

## Мисија и циљеви странке
Основни циљеви Странке демократске акције су:
- снажно и грађанско друштво у којем је човјек — појединац субјект друштвених процеса;
- правна држава као «помоћна служба« у функцији општег добра;
- заштита традиционалних вриједности и породице као темеља здравог друштва;
- поштовање различитих вриједности;
- заштита националних интереса, вјерских права и слобода.

Битни правци дјеловања странке су:
- уставна интеграција БиХ, коју виде као децентрализовану државу мултиетничких регија и локалне самоуправе према европским стандардима,
- измјене и допуне Дејтонског мировног споразума које ће омогућити да се БиХ успостави као функционална и нормална држава,
- афирмација босанског идентитета као заједничког идентитета свих грађана Босне и Херцеговине без обзира на њихову етничку припадност,
- изградња повјерења међу народима и грађанима базирану на објективном утврђивању истине у протеклом рату, успостављање јединственог економског простора у БиХ те убрзање процеса приватизације коју прати разумна и правична социјална политика,
- коалиција са странкама пробосанске оријентације у БиХ и прикључење Асоцијацији народних странака Вијећа Европе.